# Kitsou Dubois

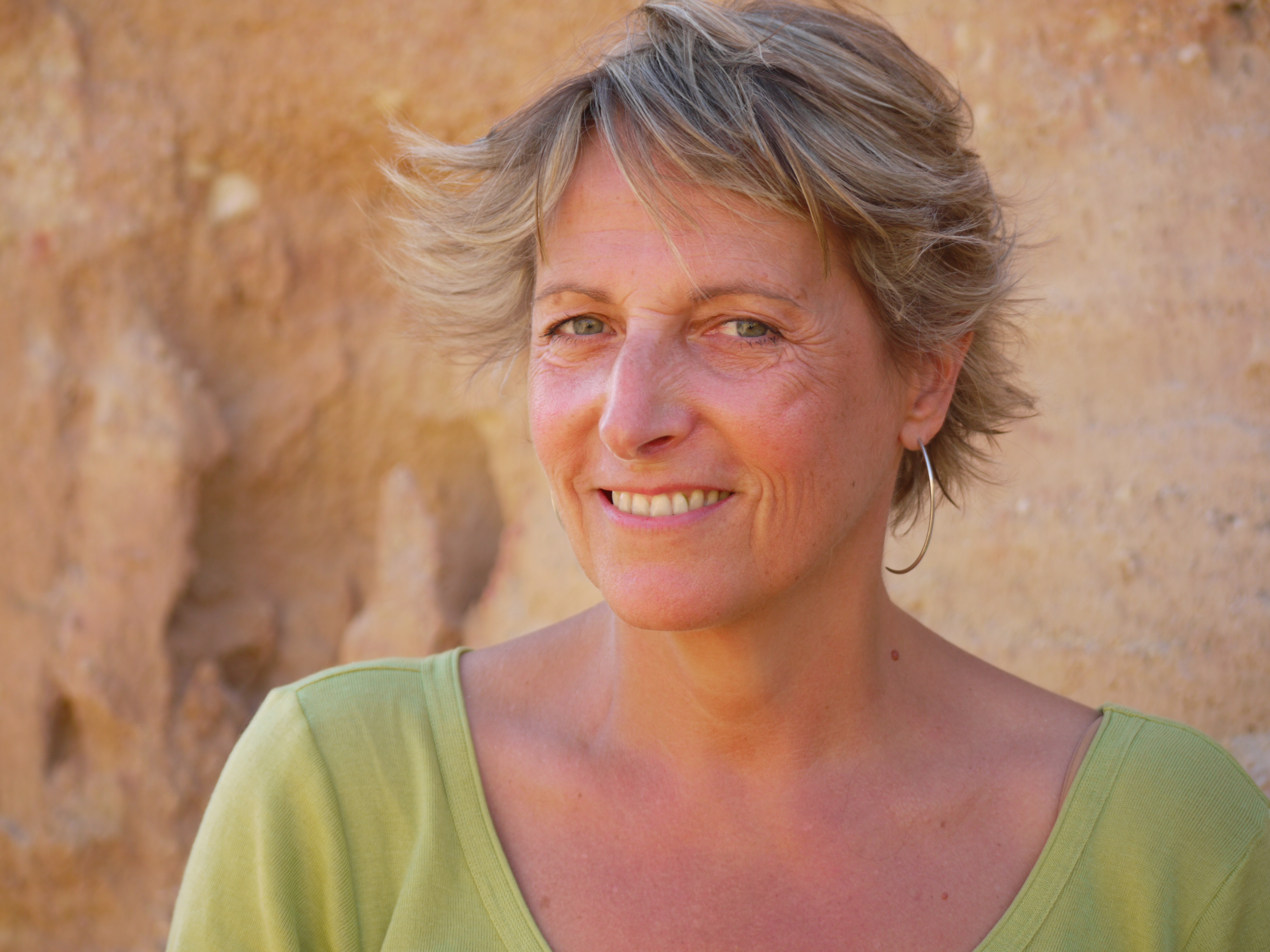
Kitsou Dubois, 2009

Kitsou Dubois (* 5. November 1954 in Frankreich) ist eine französische Choreographin und Pädagogin.

## Leben
Dubois absolvierte ein Volkswirtschaftsstudium und ein Tanzstudium, beide schloss sie mit einem Magister ab. Ihre Promotion erfolgt 1999 an der Universität Paris VIII mit dem Dissertationsthema „Tanztechnik auf Schwerelosigkeitsflüge angewandt; eine Tänzerin in der Schwerelosigkeit“.
Dubois arbeitet seit 1990 auf der Suche nach der poetisch bildlichen Darstellung des Verhältnisses von Mensch und Schwerelosigkeit. Ihre Recherchen führten kontinuierlich zu Studien der Weltraumfahrt, was Gesten, Orientierungsprozesse und Wahrnehmungen anbelangt. Sie verarbeitete ihre Erfahrungen, die sie zwischen 1990 und 1994 durch neun Parabelflügen bei der französischen Weltraumagentur CNES und 2009 bei einem Parabelflug im russischen Sternenstädtchen gesammelt hat.
1995 war sie an dem Film Kitsou Dubois, une danseuse en apesanteur von Jérôme de Missölz beteiligt. Im Jahr 1999 nahm Dubois eine Kunst- und Wissenschaftsresidenz in London auf. In der Lux Gallery präsentierte sie das Video Gravité zéro. Ein Jahr später schlug sie die Videoinstallation Altered States of Gravity für das Creating Sparks-Festival vor. Bis 2002 absolvierte sie die Künstlerresidenz am Imperial College London. Zusätzlich beteiligte sich Dubois an mehreren Kunst- und Wissenschaftskonferenz in Europa. Aus der Kreation Trajectoire fluide ging eine Videoinstallation hervor, die beim internationalen Filmfestival von La Rochelle gezeigt wurde.

## Schriften
- Application des techniques de la danse à l'entraînement du vol en apesanteur. Une danseuse en apesanteur. Dissertation. Universität Paris 1999.
- In der Schwerelosigkeit. Wenn fliegen und tanzen dasselbe wird. In: Ballett international, Tanz aktuell. Heft 3, 2000, S. 44–45.
- Der sinnliche Flug – Choreographie und Schwerelosigkeit. In: Leben im schwerelosen Raum. Hrsg. Museum für Gestaltung Zürich, Zürich 2001.